# Publio Volasenna
Publio Volasenna (in latino: Publius Volasenna; Volaterrae o Arretium, 8 circa – dopo il 63) è stato un magistrato e senatore romano, console dell'Impero romano.

## Biografia
Appartenente alla famiglia etrusca, probabilmente di Volaterrae o Arretium, dei Volasennae, forse stabilitasi ad Herculaneum, Volasenna, homo novus, è stato riconosciuto come verosimilmente fratello minore del console suffetto del 47 Gaio Volasenna Severo. Entrambi erano certamente parenti della matrona Volasennia Terza, moglie del senatore augusteo e patrono di Herculaneum Marco Nonio Balbo. È stato proposto che la successione rapida di due consolati per i due fratelli possa celare un grande favore del princeps Claudio per la famiglia.
Il primo incarico noto di Volasenna lo vede al vertice dello stato romano: egli fu infatti console suffetto negli anni di Claudio, ma la data del suo mandato rimane incerta, anche perché il suo consolato è praticamente desunto dal suo successivo incarico di proconsole d'Asia. Il mandato consolare di Volasenna si può dedurre solo dall'intervallo tra le due cariche: gli anni che la critica ha proposto con maggior frequenza sono il 53 o il 54, ma Paul Gallivan e Ronald Syme hanno invece abbassato la data, seguiti da Annalisa Tortoriello, ad un anno tra il 49 e il 52; da ultima, la Tortoriello inserisce Volasenna nel nundinium di settembre-ottobre del 52 al fianco di Fausto Cornelio Silla Felice.
In seguito, Volasenna fu sorteggiato come proconsole della provincia d'Asia, come attestano alcune monete ancirane: l'anno del suo mandato è stato saldamente definito al 62/63, dal momento che le monete raffigurano Nerone e Poppea, sposati nel 62 con matrimonio concluso nel 65, e i proconsoli per gli anni 63/64, 64/65 e 65/66 sono verosimilmente certi.